# Martin Opitz
Martin Opitz, född 23 december 1597 i Bunzlau, Schlesien, död 20 augusti 1639 i Danzig, var en tysk skald av barocken och smaklärare, "den nyare tyska skaldekonstens fader".

## Biografi
Under sin gymnasietid utgav han latinska dikter, och i Aristarchus sive de contemptu linguas teutonicos (1617) lovprisade han det tyska språket. Efter studier vid universitetet i Frankfurt an der Oder  och Heidelbergs universitet besökte han 1620–1621 Holland och Jylland. Åren 1622–1623 var han gymnasielärare i Weißenburg in Bayern och började där det aldrig fullbordade verket Dacia antiqua. Han skrev på fem dagar 1624 sin poetik Buch von der teutschen poeterey, som gavs ut i en ny upplaga 1876 och som under mer än ett århundrade vördades som ofelbar auktoritet på området. 1625 gav han ut en upplaga av sina Teutsche poemata och samma år utnämndes han till poeta laureatus av kejsar Ferdinand II. Åren 1626–1632 var Opitz sekreterare hos borggreven av Dohna.
Opitz adlades 1627 till Opitz von Boberfeld och invaldes 1629 i Palmorden. Han gjorde 1630 en resa till Paris. 1633–1635 skötte han diplomatiska uppdrag hos hertigarna av Liegnitz och Brieg; han deltog bland annat i Banérs tåg till Böhmen 1634 och vann hans fulla bevågenhet. År 1633 vistades han en tid hos Axel Oxenstierna i Frankfurt am Main. Genom inställsamhet mot konung Vladislav IV av Polen utnämndes Opitz 1637 till polsk historiograf, men arbetade i Polen hemligt som svensk agent. Han avled av pest 1639.

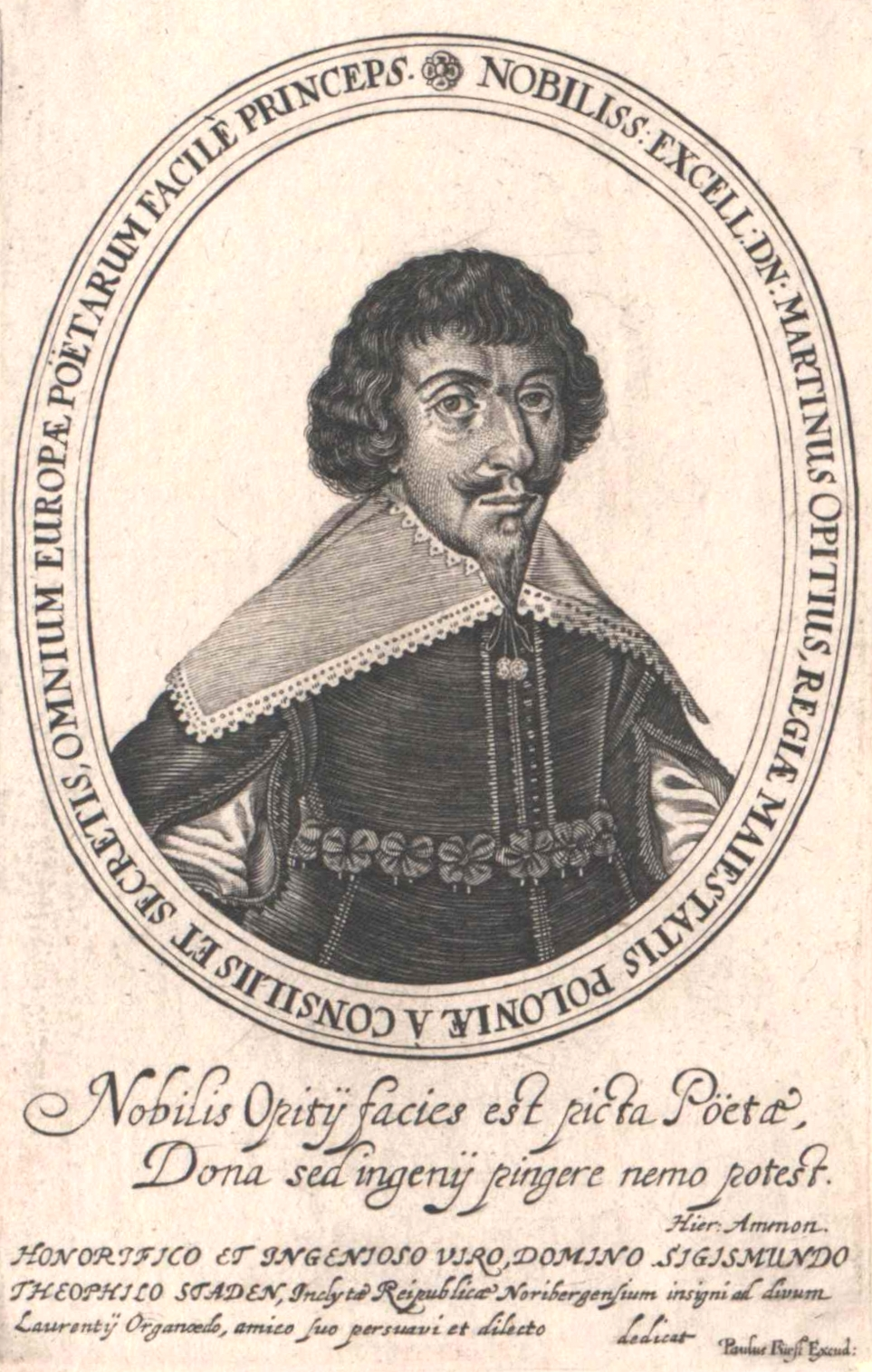
Martin Opitz

## Bibliografi

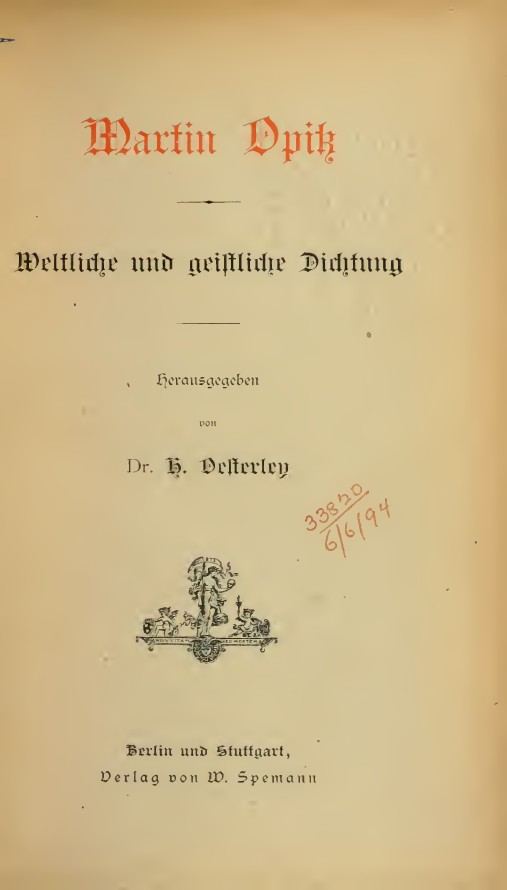
Weltliche und geistliche Dichtung (1888).

## Psalmer
Martin Opitz är representerad med en psalm (nr 488) i Den svenska psalmboken 1986, Ljus av ljus, o morgonstjärna, som är diktad 1634 och den enda av hans psalmer i de svenska psalmböckerna sedan 1819.